# Атласи, Хади
Мухаммед-Хади Мифтахутдинович Атласов (тат. Һади Мифтахетдин улы Атласи, или — Хади Атласи (тат. Һади Атласи); 17 (29) августа 1876, Старое Чекурское, Буинский уезд, Симбирская губерния, Российская империя — 15 февраля 1938) — татарский общественный деятель, историк-тюрколог, педагог. Депутат Государственной думы Российской империи II созыва от Самарской губернии (1907).

## Биография
Родился 29 августа 1876 года в селе Старое Чекурское Буинского уезда Симбирской губернии (территория современного Дрожжановского района Татарстана), в 1907 (в момент избрания в Думу) приписан к крестьянам деревни Нижнее Чекурское. По национальности татарин. Отец — мулла Мифтахутдин, мать звали Сарвижамал. Получил начальное образование в мектебе у своего отца, а затем учился в Буинском медресе. В ходе обучения освоил восточные языки — арабский, персидский и турецкий. Самостоятельно выучил русский язык.
В 1895 году поступил на учительские педагогические курсы в Сеитовском посаде под Оренбургом. Занятия на курсах были организованы по новой методике, учащиеся получали светское образование. Наставником на курсах у Атласова был Ф. Карими, который оказал влияние на формирование его взглядов. На курсах Атласов начал изучать немецкий язык и литературу. В 1898 году окончил курсы и вернулся в Буинск. Преподавал в Буинском медресе, работал над созданием новых учебников, внедрял новые методы обучения, опубликовал научно-популярные книги об астрономии и естественнонаучной истории.

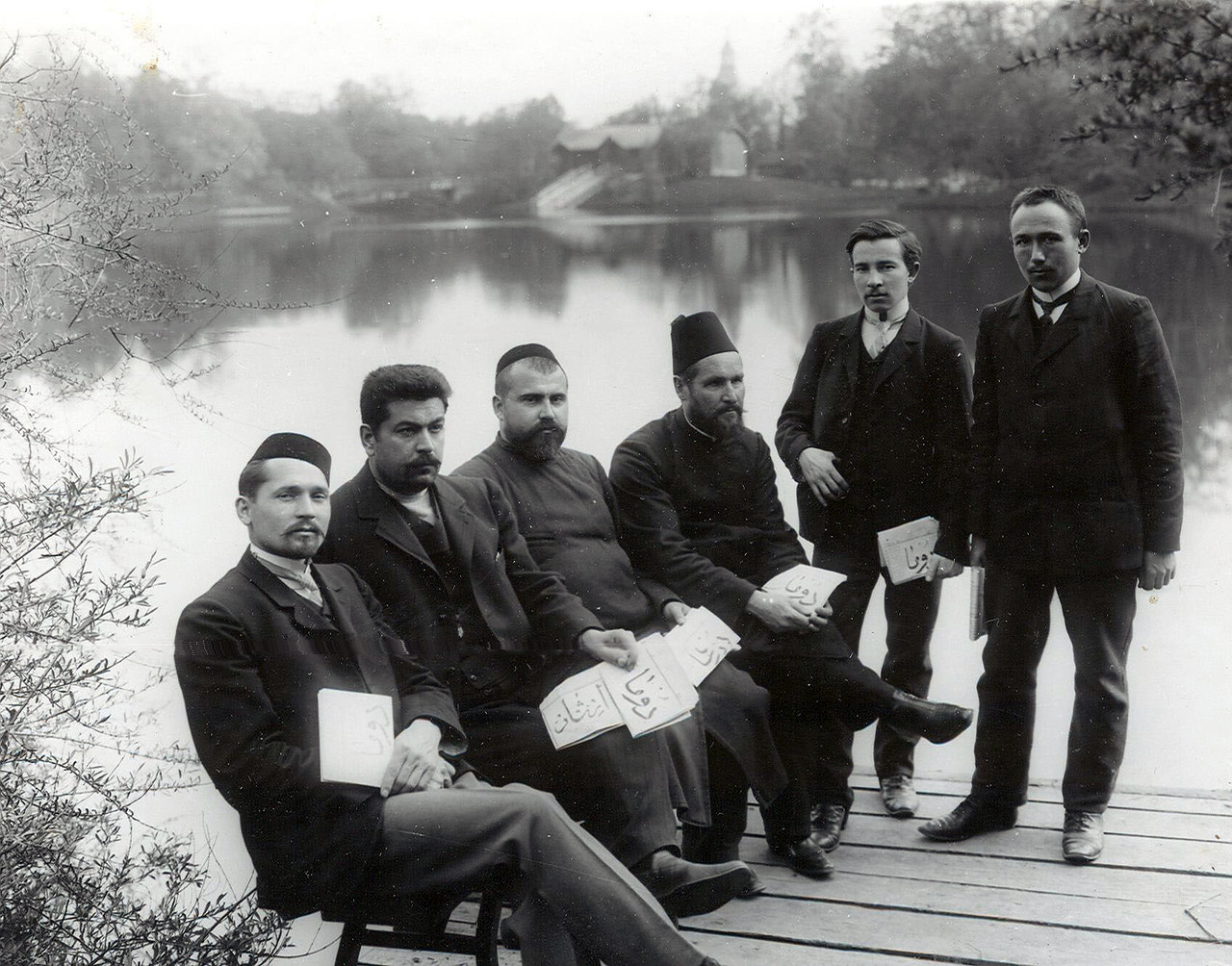
Мусульманская Трудовая группа (Атласов, 3-й слева) с одним из номеров газеты «Дума», выпускавшейся этой группой.

В Духовном собрании мусульман Атласов выдержал экзамен на имама и мударриса и в мае 1903 был приглашён на эту должность в село Альметьево Бугульминского уезда Самарской губернии (в настоящее время город Альметьевск). Став имамом, преобразовал медресе своей махалли под джадидистское, открыл школу для девочек. Помимо исполнения обязанностей имама, занимался также преподавательской и научно-исследовательской работой. Получил известность благодаря публицистической деятельности, представлял крайне левое крыло татарских джадидов.
В 1906 году принимал участие в нелегальном III Всероссийском мусульманском съезде. На съезде Атласов призывал к просвещению народа: «Давайте распространим вначале среди неграмотной, необразованной нации науки, ознакомим её с политической литературой, дадим детям знания, потребные для современности. Затем будет спорить по политическим вопросам. Опять повторяю, давайте сосредоточимся на этом съезде только на вопросах просвещения и издательства». Также он, ссылаясь на слова Ш. Марджани, выступил за создание института единого общероссийского муфтия: «В Исламе не должно быть двух лидеров. Если лидеров будет больше, то настанет раскол».
С 1907 году был избран депутатом Государственной думы Российской империи II созыва от Самарской губернии. Входил в трудовую группу. Активный член Мусульманской трудовой группы («Мусульман хезмят тейфасэ»). Принимал участие в организации и издании газеты «Дума» — органа мусульманской трудовой фракции Думы. Газета вскоре после создания была закрыта правительством (вышло всего шесть номеров). После роспуска Государственной Думы вернулся на родину.
В 1906 году Атласов издал книгу-брошюру «Яна низам вэ голэмаларыбыз» («Новые правила и наша интеллигенция»), в которой разоблачал политику правительства, направленную против нерусских народов. В частности, резко критиковались новые Правила Министерства народного просвещения от 31 марта 1906 г. «о печатании учебных книг и пособий в русской и национальной транскрипции». В 1909 году был привлечён Саратовской судебной палатой к 3 месяцам тюрьмы за написание этой брошюры. Был отстранён от должности имама и мударриса, лишён духовного звания. После тюрьмы был взят под постоянный надзор полиции.

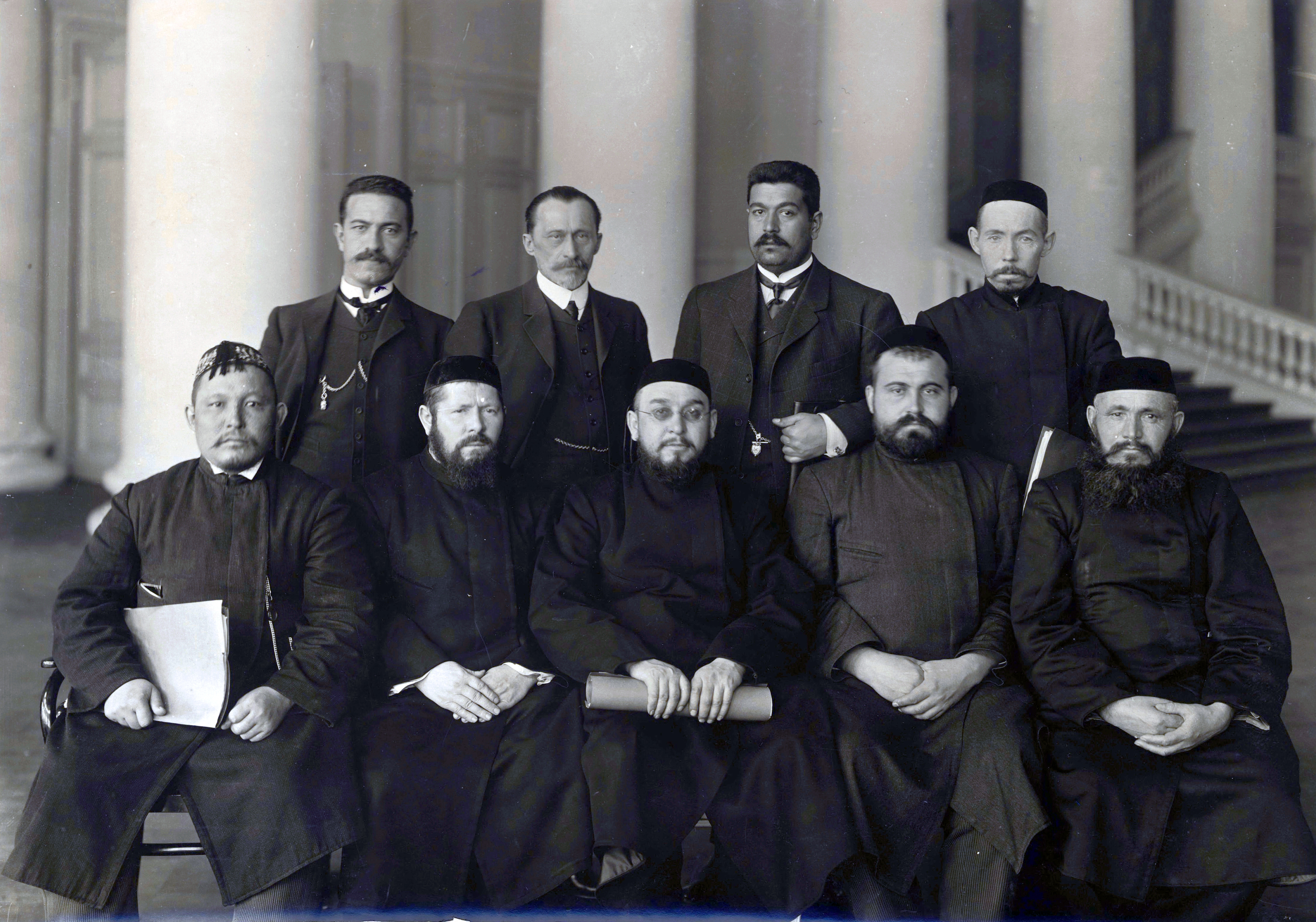
Группа депутатов Мусульманской фракции II Государственной Думы. Стоят: Махмудов М., Тевкелев К., Зейналов З., Бадамшин Г.; сидят: Кощегулов Ш., Хасанов М., Усманов Х., Атласов Х., Мусин Г.

Атласов занялся научной, литературно-публицистической и культурно-просветительской деятельностью. Стал заниматься сбором материалов по истории татарского народа. В 1911 году выходит его книга «Себер тарихы» («История Сибири»), в первом же параграфе которой Атласов утверждает, что Туран, Туркестан и Скифия являются различными названиями единого региона, а также говорит о принадлежности Сибири к Турану (Туркестану). В 1913 году был избран членом Общества археологии, истории и этнографии (ОИАЭ) при Казанском университете. В этот период Атласов также выступал с публицистическими статьями в газетах «Йолдыз» («Звезда», Казань), «Вакыт» («Время», Оренбург), журналах «Аң» («Сознание»,Казань), «Шура» («Совет», Оренбург), «Мәктәп» («Школа», Казань) и других.

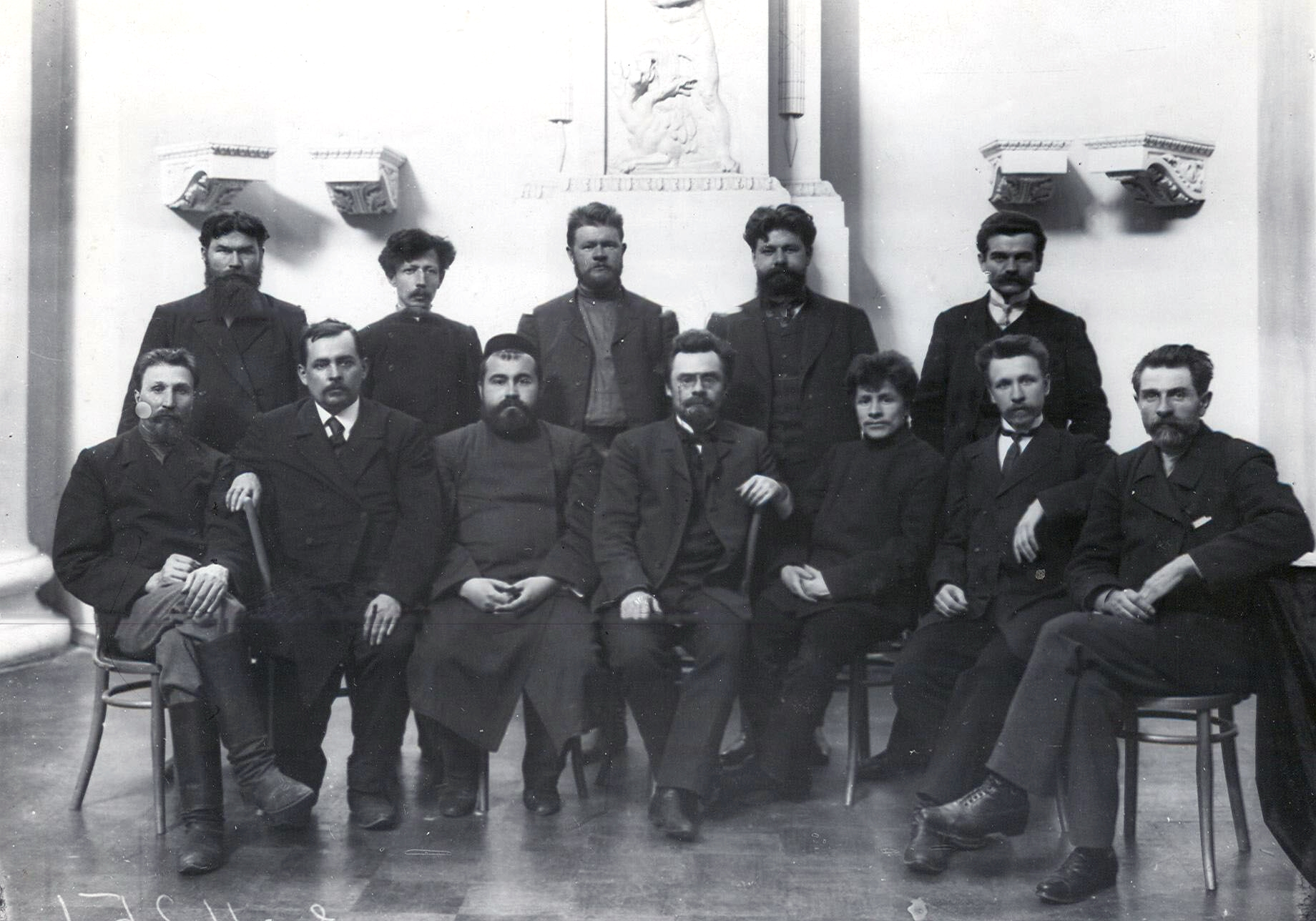
Атласов среди депутатов 2-й Думы от Самарской губернии, первый ряд, 3-й слева.

В годы первой мировой войны, Февральской и Октябрьской революций, а также в первые годы советской власти жил с семьёй в городе Бугульма. После Февральской революции возглавил отдел народного просвещения земской управы Бугульминского уезда. Участвовал в работе Первого (1-11 мая 1917, Москва) и Второго (июль — август 1917, Казань) Всероссийского съездов мусульман (съезды были продолжением I—IV Всероссийских мусульманских съездов, которые проходили нелегально в 1905—1906 и 1914 годах; после 1917 года нумерация съездов была начата заново). На Втором съезде входил в комиссию мухтариата для осуществления национально-культурной автономии мусульман тюрко-татар Внутренней России и Сибири. В 1918 году, после установления в Бугульме советской власти преподавал в местной учительской семинарии. В апреле 1919 года Бугульма была взята белогвардейскими войсками в ходе весеннего наступления армии А. В. Колчака и Атласов был назначен председателем Бугульминской уездной земской управы.
После отступления белогвардейцев Атласов был вынужден покинуть Бугульму и перебрался в Азербайджанскую демократическую республику (АДР), где стал работать в Баку в издательском отделе Комиссариата народного просвещения и публиковать статьи в местной прессе. Участвовал в 1-м Съезде народов Востока (1-8 сентября 1920). В сентябре 1920 года (после падения АДР) был арестован и осуждён ОГПУ на 10 лет лишения свободы. Первоначально содержался в Баиловской тюрьме, но позже был переведён в Чистополь, где предстал перед судом по обвинению в сотрудничестве с администрацией Колчака). В частности, его обвиняли в том, что он якобы выдавал учителей колчаковцам на расстрел. Бугульминский уездный суд опроверг эти обвинения и 22 апреля 1921 полностью оправдал Атласова.
В период с 1921 по 1929 годы занимался преподаванием истории, географии и немецкого языка в одной из школ города Бугульма, а также в сёлах Шугурово и Зай-Каратай. Выступал против введения латинского алфавита для тюркской письменности и атеистического воспитания.
29 января 1929 года был арестован по обвинению в «султангалиевщине» (дело М. Х. Султан-Галиева). Был приговорён без суда и доказательств вины коллегией ОГПУ 28 июля 1930 года по статьям 58-4, 11 УК СССР («оказание помощи международной буржуазии и организация контрреволюционной группы») к 10 годам лишения свободы с содержанием в исправительно-трудовых лагерях. Все его имущество Атласова было конфисковано. Для отбытия наказания был отправлен в Мурманск, в ноябре 1930 сослан на остров в Белом море, а в июне 1931 по этапу отправлен на Соловки. В июне 1933 года был освобождён по состоянию здоровья.
Вернулся в Бугульму, но получить преподавательскую работу не смог и в 1934 году переехал в Казань. Там некоторое время преподавал в школе немецкий язык, но в марте 1935 года был уволен как «политически неблагонадежный».

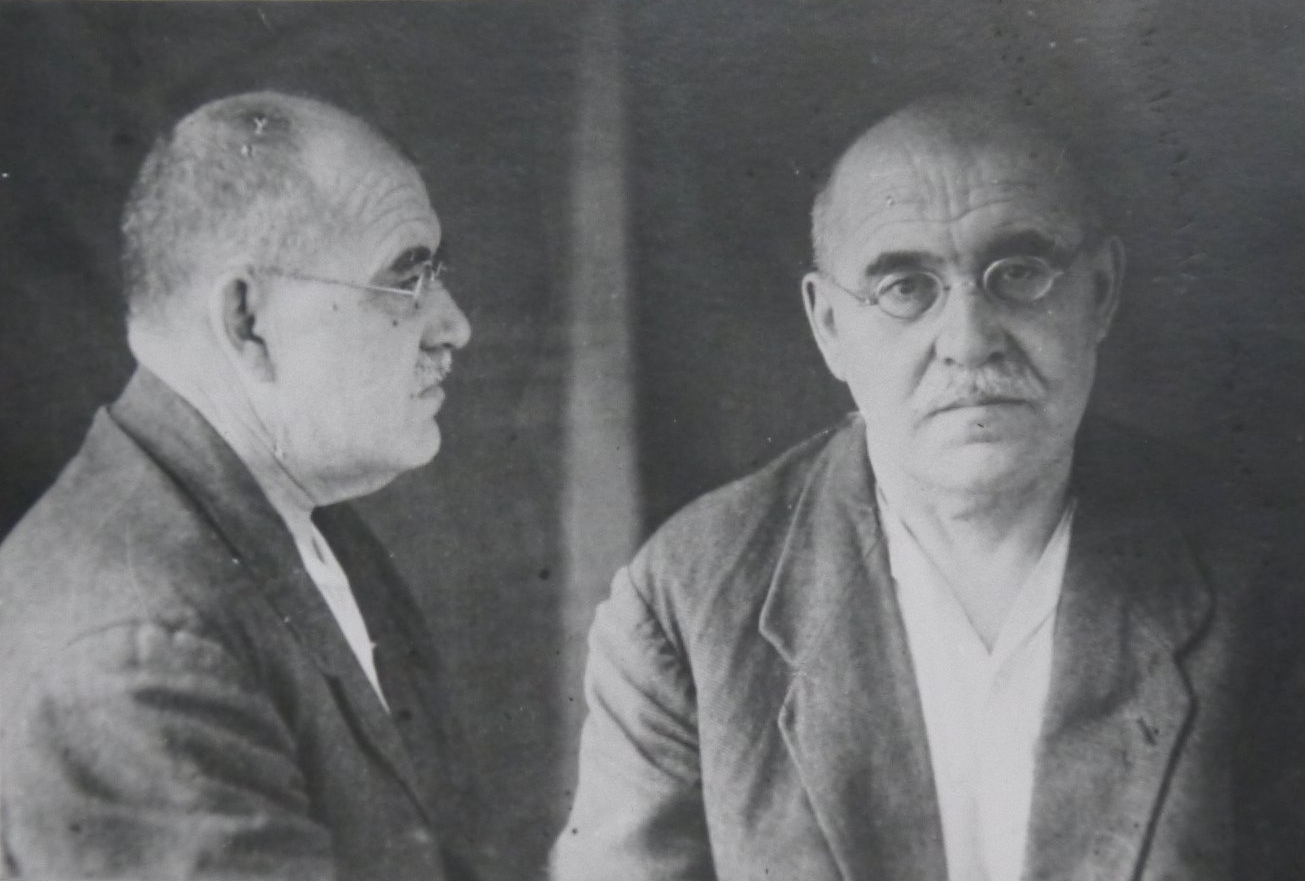
Тюремная фотография Хади Атласова, 1936 г.

28 июля 1936 года был вновь арестован как предполагаемый руководитель тайной организации национальной интеллигенции (см. «атласовщина»). С августа 1936 по май 1937 года в Казанском НКВД Атласова допрашивали 16 раз и 2 мая 1937 года он «признал» свою вину. Военным трибуналом Приволжского военного округа Атласов был признан руководителем контрреволюционной националистической повстанческой шпионской организации, ставившей целью свержение советской власти и создание тюрко-татарского государства и 28 октября 1937 года приговорён по статьям 58-2, 58-4, 58-6, 58-7, 58-11 к смертной казни. Последние слова Атласова на суде: «Я никогда не был террористом и шпионом, никаких заговоров и тайных организаций не организовывал. Я человек не современности, а прошлого».
Расстрелян в Казани 15 февраля 1938 года. Реабилитирован в мае 1958 года решением Военной коллегии Верховного Суда СССР за отсутствием состава преступления.

## Семья

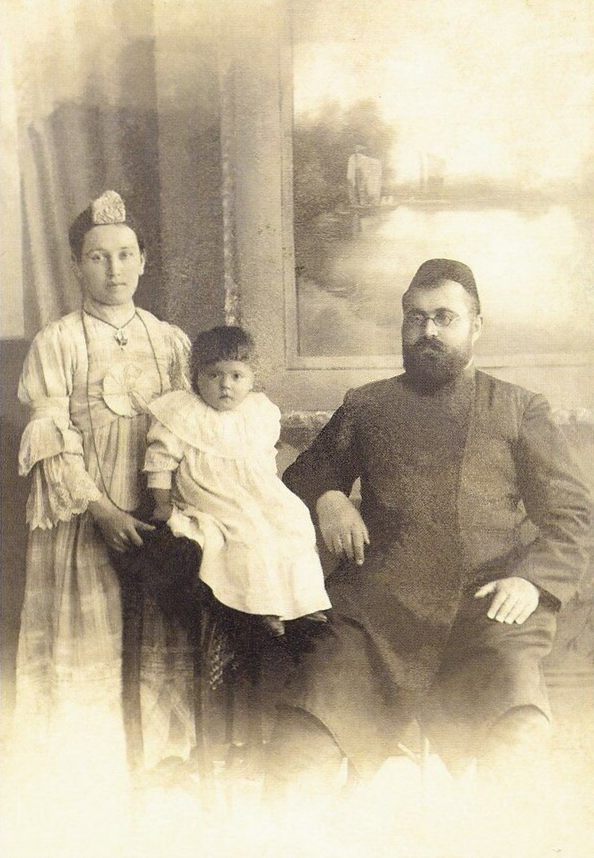
Хади Атласи с женой Хусникамал и дочерью Сылу, 1908 г.

Женат, семеро детей (трое умерли от голода в конце 1920-х — начале 1930-х годов), известны судьбы 4-х детей.
- Жена — Хусникамал (?—1967, Калининград). Последние годы она провела на попечении дочери Сылу, которая работала врачом в Калининграде и умерла от инсульта в возрасте 77 лет. Её похоронили на татарском кладбище в Казани.
  - Дочь — Сальма, в замужестве Дунаева (1907, Альметьевск ― 2001, Казань), жила с семьей в Казани, работала учительницей. Ирэ Жиганша Дунаев, главный врач Каменского туберкулёзного диспансера. У Дунаевых было четверо детей, двое из которых умерли в юном возрасте. Сальма была  похоронена на татарском кладбище Казани, рядом с могилой мужа.
  - Сын — Габдулбар Атласов (1911, Альметьевск — 1994, Москва), был арестован в 8 марта 1931 года по обвинению по статье 58-10 (антисоветская агитация), предполагалась ссылка в Саратов, но 9 мая 1931 года  ОГПУ ТАССР прекратило дело "за недостаточностью улик". В это время был рабочим лесозавода[9]. Впоследствии получил образование химика в Москве. Его жена его была русской по национальности, у них была дочь. После смерти Габдулбар был кремирован в крематории в Москве, его прах  был доставлен в Казань и похоронен рядом с могилой матери на татарском кладбище Казани.
  - Дочь — Сылу (1922, Бугульма — 2001, там же), врач-терапевт. Окончила ординатуру в Ленинграде, работала в больнице в Узбекистане, затем в Калининграде. Единственная дочь Фарида умерла в юности, не оставив потомков. После этого Сылу переехала в Казань, а когда заболела, вернулась в Бугульму, где жила с семьей её младшего брата Угыза. Скончалась в Бугульме. Похоронен рядом с могилой матери на Казанском татарском кладбище.
  - Сын — Угыз Атласов (1927, Бугульма - 2003, там же), инженер-механик, получивший высшее образование в Свердловске. В 1968 году он женился на татарке по имени Муфуаза в Бугульме. Дочь Огыза Альфия (1970 г. р.) —  программист, окончила КГУ и живет в Бугульме. У неё сын Амир (2001 г. р.). Сын Угыза Хади (1980 г.р.) окончил Эгейский университет (Измир, Турция) по специальности «журналистика», но по специальности не работает. Живет в Казани. Жена Хади Атласова-младшего Юлия (из Кемеровской области), у них сыновья Кентюмер, Угыз[10].

## Память
- В честь Атласова названа улица Хади Атласи (бывшая Кирпично-Заводская улица) в Вахитовском районе Казани, которая находится между улицей Чехова и улицей Вишневского.
- В 1996 году в городе Бугульма был создан Общественный благотворительный фонд Xади Атласи[3]. Фондом учреждена премия, которая ежегодно вручается тем, кто внёс наибольший вклад в развитие татарской науки и культуры[3]. Лауреатами премии имени Хади Атласи стали учёные и деятели культуры: Р. Фахрутдинов (1996), М. Усманов (1997), Г. Даутов (1998), Ф. Иделле (1999), 3. Зайнуллин (2000), Р. Валеев (2003), Д. Сулейманов (2008), А. Бурханов (2014) и др[3][11][12][13].

## Публикации Атласова
Атласов публиковался на татарском языке. Опубликованные книги:
- «Гыйльме хаят» («Наука астрономия») [в период 1898—1903].
- «Тарих табигый» («Естественнонаучная история») (в период 1898—1903).
- «Ахыр заман ишаны» («Ишан конца света») [в период 1904—1908].
- «Идел буе» («Поволжье») [в период 1904—1908].
- «Мэктэб хэм мулла» («Школа и мулла») [в период 1904—1908].
- «Яна низам вэ голэмаларыбыз» («Новые правила и наша интеллигенция») [др. переводы: «Новые порядки и наше духовенство»; «Новые правила и наши улемы»]. — Оренбург, 1906.
- «Себер тарихы» («История Сибири»). — Казань, 1911; современный русский перевод.
- «Сөен-Бикә» Архивная копия от 17 мая 2014 на Wayback Machine («Сююмбике»). — Казань, 1914.
- «Казан ханлыгы» («Казанское ханство»). — Казань, 1914.

## Комментарии
1. ↑  Что часто ошибочно интерпретируется как место рождения.
2. ↑  Очевидно, это Сылу-старшая, умершая до 1922 года, когда родилась Сылу-младшая, ставшая врачом-терапевтом.